# Pierre-René Lemas
Pierre-René Lemas (Algiers, 23 februari 1951) is een hoge Franse ambtenaar.
Officieel is Lemas sinds mei 2012 de 24ste "Secrétaire général de la présidence de la République française". De secretaris-generaal van het Élysée is de dichtste medewerker, woordvoerder en raadgever van de president in Frankrijk. In de Franse media wordt de functie soms smalend "le Premier ministre bis" of "le vice-président" genoemd.
Lemas studeerde aan de École Nationale d'Administration waar hij behoorde tot de promotie Voltaire (1978-1980), alsook aan het Institut d'Etudes Politiques te Parijs.

## Mandaten
Lemas startte zijn loopbaan als adjunct van de prefect in de Dordogne en nadien in Val-de-Marne. Hij werd later prefect in de l'Aisne, Corsica, Lotharingen, Moselle.
Daarnaast bekleedde hij raadgevende functies op de kabinetten van de ministers van binnenlandse zaken Gaston Deferre (1983-1984) en Pierre Joxe (1988). Hij was meerdere malen directeur op ministeries meestal met betrekking tot urbanisatie, infrastructuur en woongelegenheid. Zijn laatste functie was deze van directeur-generaal van Paris Habitat.
Eind 2011 werd hij benoemd tot directeur van het kabinet van de senaatsvoorzitter Jean-Pierre Bel.
Lemas ging in functie als secretaris-generaal van het Elysée op 15 mei 2012 als opvolger van Xavier Musca, de dag dat Nicolas Sarkozy de macht over droeg aan François Hollande. Daarbij krijgt hij twee adjuncten: Emmanuel Macron et Nicolas Revel.